# Джиро д'Італія 2009
Джиро д'італія 2009 (італ. Giro d'Italia 2009) — 92-га за ліком супервелобагатоденка дорогами Італії, яка проходила з 9 по 31 травня 2009 року, в столітній ювілей гонки. Двадцять дві команди, що включали 198 гонщиків, змагалися на 21 етапі, стартувавши у Венеції і фінішувавши в Римі.
Пелотон здолав унікальний маршрут, спланований з урахуванням історичних міст і комун, які відіграли важливу роль у розвитку італійського велоспорту. Попри відсутність деяких популярних підйомів, численні горбисті та гірські етапи на другому і третьому тижнях перегонів були важкими. Десятий і шістнадцятий етапи вважали королівськими через особливо складні тривалі підйоми. Під час дев'ятого етапу, критеріуму в Мілані, гонщики здійснили протестну акцію, викликавши невдоволення організаторів та вболівальників: на всьому етапі, за винятком фінішного спринту, практично не було боротьби, швидкість залишалася дуже низькою. Таким чином учасники намагалися привернути увагу до забезпечення безпеки під час змагань.
Гонку виграв росіянин Денис Меньшов, який захопив лідерство на дванадцятому роздільному етапі і утримував перевагу протягом усіх гірських етапів третього тижня, відбиваючи постійні атаки найближчого переслідувача італійця Даніло ді Луки, який у підсумку поступився йому 41 секундою і здобув фіолетову майку лідера очкової класифікації. Перемогу в заліку горосходжувачів здобув представник Італії Стефано Гарцеллі, найкращим молодим гонщиком став бельгієць Кевін Селдраєрс. Згодом ді Луку і його співвітчизника Франко Пелліцотті, переможця одного з етапів, було викрито у вживанні заборонених речовин та дискваліфіковано, а всі їхні результати на «Джиро» анульовано.

## Команди
Запрошення на «Джиро» отримали двадцять дві команди, зокрема п'ятнадцять команд ПроТуру і сім професійних континентальних команд. Три команди ПроТуру відмовилися від участі і не отримали запрошення: Cofidis, Euskaltel-Euskadi і Française des Jeux. Спочатку організатори не планували запрошувати Fuji-Servetto, проте в кінцевому рахунку передумали і 23 квітня запросили її як двадцять другу і останню команду. Кожна команда виставила на змагання по дев'ять гонщиків, таким чином пелотон на початку гонки складався зі 198 осіб.

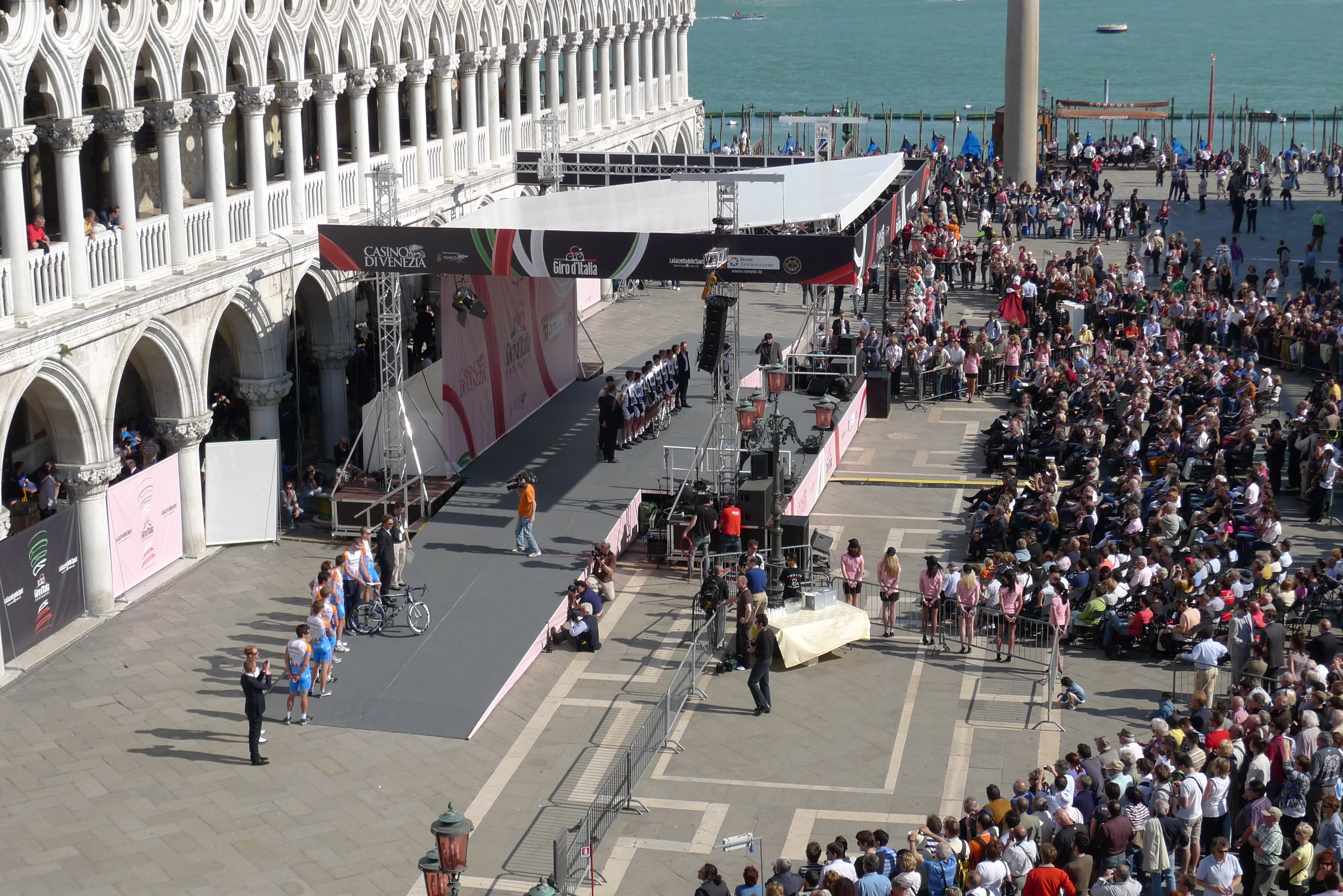
Презентація команд «Джиро д'італія 2009» у Венеції, 7 травня

У гонці взяли участь такі команди:
| - Acqua & Sapone-Caffè Mokambo - Ag2r-La Mondiale - Astana - Barloworld - Bbox Bouygues Telecom - Caisse d'epargne - Cervélo TestTeam - Diquigiovanni-Androni | - Fuji-Servetto - Garmin-Slipstream - ISD - Lampre-NGC - Liquigas - LPR Brakes-Farnese Vini - Quick Step | - Rabobank - Silence-Lotto - Team Columbia-High Road - Team Katusha - Team Milram - Team Saxo Bank - Xacobeo-Galicia |

## Попередній огляд і фаворити
«Астана» не включила до складу минулорічного чемпіона Альберто Контадора, який вирішив не захищати свій чемпіонський титул, зате в команді був знаменитий Ленс Армстронг, який відновив спортивну кар'єру після тривалої перерви. Його участь в гонці була під питанням, оскільки раніше на першому етапі «Вуельти Кастилії і Леону» внаслідок падіння він зазнав перелому ключиці, однак 16 квітня американець пообіцяв, що, попри майбутню операцію, все ж виступить на «Джиро». Зірка Silence-Lotto австралієць Кедел Еванс спочатку повідомив про своє бажання взяти участь у «Джиро», втім, невдовзі відмовився їхати сюди й дорікнув RCS Sport (організаторам гонки) у використанні його імені для реклами заходу. Контадор і Еванс вирішили сконцентруватися на «Тур де Франс 2009», наступному гранд-турі сезону.

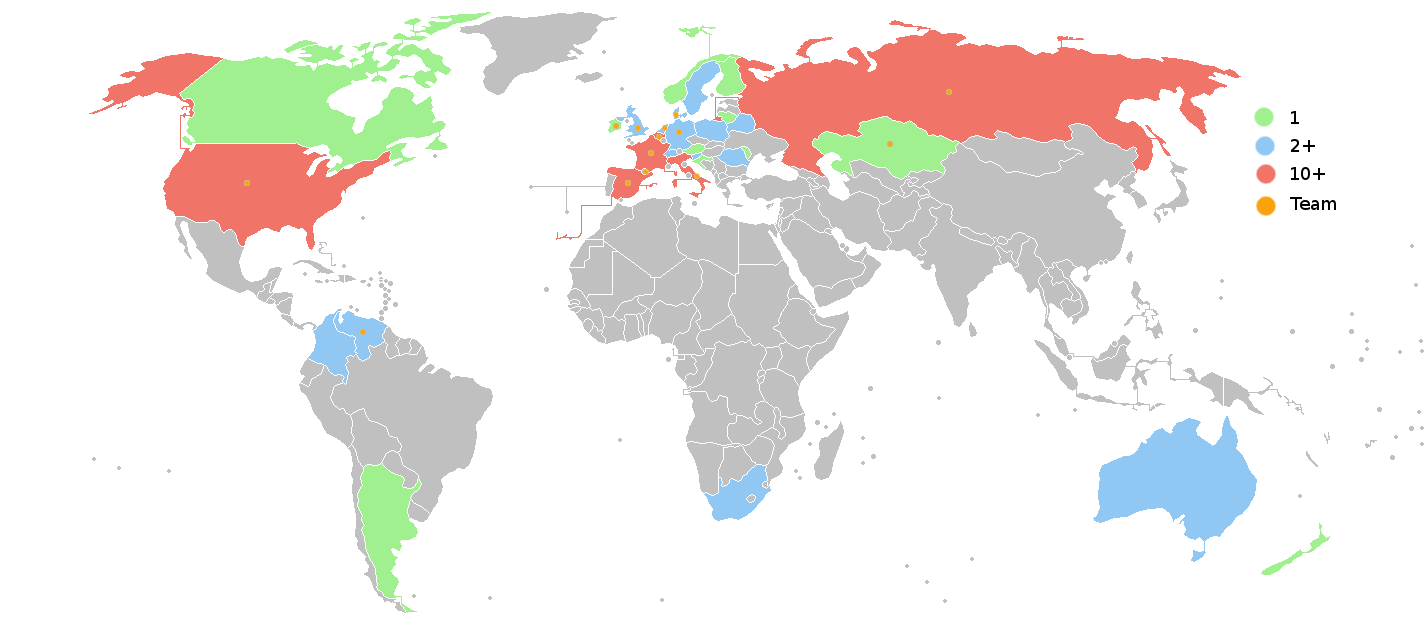
Географія учасників «Джиро д'Італія 2009» (зелений колір — один гонщик, синій — більш як двоє гонщиків, червоний — понад десять гонщиків)

Крім Армстронга серед претендентів на перемогу розглядали таких гонщиків як: Іван Бассо, Леві Лейфеймер, Даміано Кунего, Карлос Састре, Джильберто Сімоні, Даніло ді Лука, Марціо Брузегін і Денис Меньшов. До того, як Армстронг пошкодив ключицю, більшість експертів вважали його явним фаворитом — наголошуючи, що три етапи з роздільним стартом, зокрема незвично протяжна розділка в середині гонки, можуть дати йому перевагу. На думку фахівців, у такому довгому заїзді на час Армстронг, якщо він буде в своїй найкращій формі, може значно виграти в інших гонщиків. Колишній переможець «Джиро» Стефано Гарцеллі називав фаворитом Лейфеймера, з чим погодилися деякі американські ЗМІ. Армстронг у своєму інтерв'ю в грудні 2008 року назвав головним фаворитом Бассо, цієї ж думки дотримувалися й деякі інші новинні видання.
З присутніх на гонці спринтерів найбільшу перевагу віддавали таким велосипедистам як: Марк Кавендіш, Алессандро Петаккі, Аллан Девісу, Філіппо Поццато, Роберт Хантер, Роберт Ферстер, Тайлер Фаррар, Хуан Хосе Аедо і Оскар Гатто. Попри це, спринтерських фінішів очікували лише на небагатьох етапах.

## Маршрут і етапи
Перша «Джиро д'Італія» пройшла в 1909 році, і маршрут 2009 року розробляли таким чином, щоб підкреслити її столітній ювілей, хоча насправді це була 92-га за ліком гонка — змагання переривалися під час Першої і Другої світових воєн. Мілан, де останніми роками гонка традиційно закінчувалася, цього разу став місцем проведення критеріуму з десяти кіл, який проходив тими самими дорогами, що й перша «Джиро» на старті. Маршрут пролягав через всі міста, в яких були старти й фініші першої «Джиро», за винятком Генуї (одинадцятий етап пройшов у провінції Генуя з фінішем у місті Аренцано). Одинадцятий етап, крім усього іншого, пролягав через гірський перевал Пассо-дель-Туркіно, підйом, який щорічно використовується в класичній одноденній гонці «Мілан — Сан-Ремо».
Десятий етап за задумом організаторів повторював сімнадцятий етап «Джиро д'Італія 1949», виграний легендарним італійським велогонщиком Фаусто Коппі, який переміг потім і в генеральній класифікації. В оригінальному вигляді цей маршрут включав підйом по перевалу Коль-д'Ізояр, розташованому у Франції, який кілька разів входив у програму «Тур де Франс», проте цього разу було вирішено обмежитися італійською стороною Альп без заходу на французьку — в організаторів виникли сумніви щодо надійності радіозв'язку, до того ж існувала висока ймовірність обвалу на дорогах. Як наслідок, етап вийшов більш протяжним, ніж планувалося, і включав додатковий укорочений підйом. Десятий і шістнадцятий етапи, останній проходив через Монте-Петрано та дві інші гори першої категорії, обидва вважали королівськими.
Маршрут зазнав певної критики через відсутність кількох знаменитих і вкрай важких підйомів, таких як Пассо-дель-Мортіроло і Монте-Дзонколан, замість яких було включено етапи з численними підйомами меншої крутизни. Директор гонки Анджело Дзоменьян жорстко відповів на критику: «Я не піду на поводі цієї філософії, коли підйоми вибирають в залежності від їх популярності».
Етапи «Джиро д'Італія 2009», яких було 21, поділялися на п'ять категорій: одна командна гонка з роздільним стартом, сім рівнинних етапів, чотири горбистих етапи, сім гірських етапів і дві індивідуальні гонки з роздільним стартом. Від типу етапу і від середньої швидкості переможця залежав ліміт часу, в який повинні були вкластися гонщики для продовження участі в «Джиро».
| Етап      | Дата            | Маршрут                                   | Дистанція       | Тип етапу       | Тип етапу                | Переможець                       |
| --------- | --------------- | ----------------------------------------- | --------------- | --------------- | ------------------------ | -------------------------------- |
| 1         | 9 травня        | Лідо                                      | 20,5 км         |                 | Командна роздільна гонка | Team Columbia-High Road          |
| 2         | 10 травня       | Єзоло — Трієст                            | 156 км          |                 | Рівнинний                | Алессандро Петаккі (ITA)(ITA)    |
| 3         | 11 травня       | Градо — Вальдобб'ядене                    | 198 км          |                 | Рівнинний                | Алессандро Петаккі (ITA)(ITA)    |
| 4         | 12 травня       | Падуя — Сан-Мартіно-ді-Кастроцца          | 168 км          |                 | Гірський                 | Стефано Гарцеллі (ITA)(ITA)<     |
| 5         | 13 травня       | Сан-Мартіно-ді-Кастроцца — Альпе-ді-Сьюзі | 125 км          |                 | Гірський                 | Денис Меньшов (RUS)(RUS)         |
| 6         | 14 травня       | Брессаноне — Майргофен (Австрія)          | 248 км          |                 | Пагорбистий              | Мікеле Скарпоні (ITA)(ITA)       |
| 7         | 15 травня       | Інсбрук (Австрія) — К'явенна              | 244 км          |                 | Пагорбистий              | Едвальд Боассон Хаген (NOR)(NOR) |
| 8         | 16 мая          | Морбеньо — Бергамо                        | 209 км          |                 | Пагорбистий              | Костянтин Сівцов (BLR)(BLR)      |
| 9         | 17 травня       | Мілан (кругова гонка)                     | 165 км          |                 | Рівнинний                | Марк Кавендіш (GBR)(GBR)         |
| 18 травня | День відпочинку | День відпочинку                           | День відпочинку | День відпочинку | День відпочинку          | День відпочинку                  |
| 10        | 19 травня       | Кунео — Пінероло                          | 262 км          |                 | Гірський                 | Даніло ді Лука (ITA)(ITA)        |
| 11        | 20 травня       | Турин — Аренцано                          | 214 км          |                 | Рівнинний                | Марк Кавендіш (GBR)(GBR)         |
| 12        | 21 травня       | Сестрі-Леванте — Ріомаджоре               | 60,6 км         |                 | Роздільна гонка          | Денис Меньшов (RUS)(RUS)         |
| 13        | 22 травня       | Камайоре — Флоренція                      | 176 км          |                 | Рівнинний                | Марк Кавендіш (GBR)(GBR)         |
| 14        | 23 травня       | Кампі-Бізенціо — Болонья                  | 172 км          |                 | Гірський                 | Саймон Джерранс (AUS)(AUS)       |
| 15        | 24 травня       | Форлі — Фаенца                            | 161 км          |                 | Пагорбистий              | Леонардо Бертаньоллі (ITA)(ITA)  |
| 16        | 25 травня       | Пергола — Монте-Петрано                   | 237 км          |                 | Гірський                 | Карлос Састре (ESP)(ESP)         |
| 26 травня | День відпочинку | День відпочинку                           | День відпочинку | День відпочинку | День відпочинку          | День відпочинку                  |
| 17        | 27 травня       | К'єті — Блокхаус                          | 83 км           |                 | Гірський                 | Франко Пелліцотті (ITA)(ITA)     |
| 18        | 28 травня       | Сульмона — Беневенто                      | 182 км          |                 | Рівнинний                | Мікеле Скарпоні (ITA)(ITA)       |
| 19        | 29 травня       | Авелліно — Везувій                        | 164 км          |                 | Гірський                 | Карлос Састре (ESP)(ESP)         |
| 20        | 30 травня       | Неаполь — Ананьї                          | 203 км          |                 | Рівнинний                | Філіпп Жильбер (BEL)(BEL)        |
| 21        | 31 травня       | Рим                                       | 14,4 км         |                 | Роздільна гонка          | Гнат Коновалов (LTU)(LTU)        |
| Загалом   | Загалом         | 3456,5 км                                 | 3456,5 км       | 3456,5 км       | 3456,5 км                | 3456,5 км                        |

## Перебіг гонки

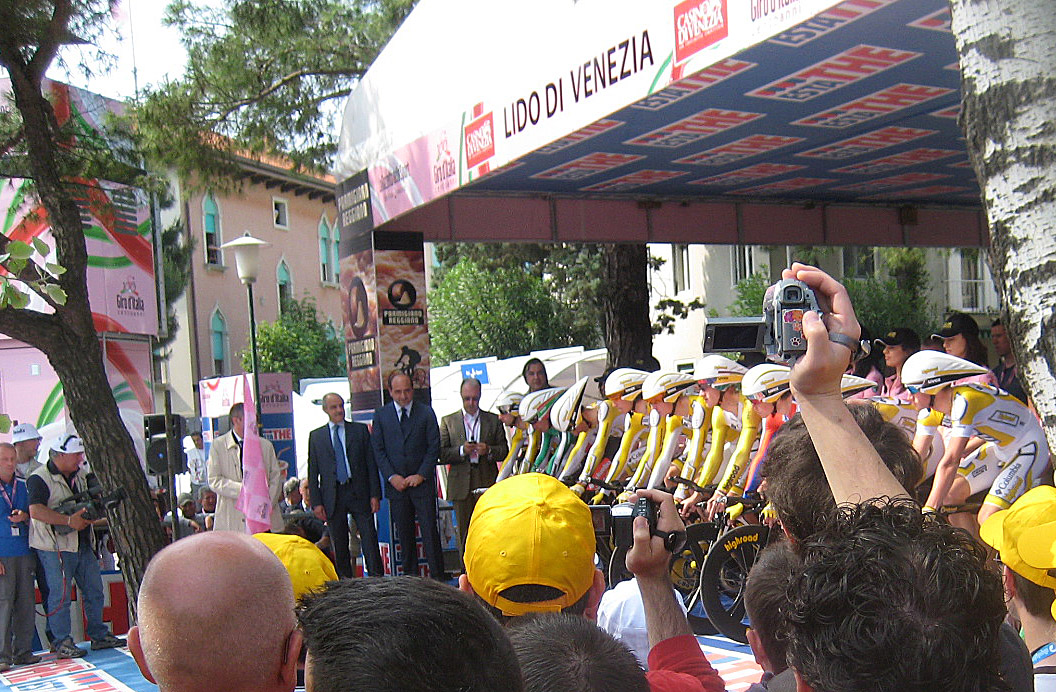
Team Columbia-High Road у стартових воротях 1-го етапу

За сформованою від 2007 року традицією «Джиро д'Італія» почалася командного гонкою з роздільним стартом, учасники проїхали рівнинну ділянку завдовжки 20,5 км на піщаному острові Лідо у Венеції (порядок старту команд визначався жеребкуванням). Перемогу здобула Columbia-High Road, яка  стартувала першою, причому всі дев'ять гонщиків дісталися до фінішу разом, що трапляється вкрай рідко в заїздах такого типу, особливо серед переможців. Першим перетнув фінішну межу Марк Кавендіш, який здобув рожеву майку лідера генеральної класифікації та одночасно білу майку лідера молодіжної класифікації. Минулорічні переможці командної розділки Garmin-Slipstream, які виявили бажання повторити той успіх, відстали лише на шість секунд, але, на відміну від переможців, до фінішу вони доїхали в мінімальному складі п'яти осіб (час у таких заїздах засікається по п'ятому гонщику).
Другий етап, 156 км від Єзоло до Трієста, був практично повністю рівнинним з невеликим підйомом по пагорбу Монтебелло ближче до кінця — в кінцівці гонщики подолали три кола по 11 км, і на вершині другого кола нараховувалися перші очки гірської класифікації, які в підсумку здобув іспанець Давід Гарсія Дапена, ставши таким чином першим володарем зеленої майки. На початковій ділянці гонки лідерство захопив  Леонардо Скарселлі й утримував його впродовж більшої частини гонки. Переслідувачі наздогнали його лише коли до фінішу залишався 31 кілометр. Етап вінчався груповим фінішним спринтом, у напруженій боротьбі переможцем став Алессандро Петаккі з LPR Brakes-Farnese Vini, який випередив Кавендіша в останній момент біля самої фінішної лінії. Незадовго до фінішу на третьому колі стався завал, внаслідок якого група з 51 гонщика проїхала вперед, а інші залишилися позаду, втративши якийсь час. У кінцевому рахунку відстала група дісталася до фінішу з відставанням у 13 секунд, і, оскільки завал стався до трикілометрової зони нейтралізації, втрачені секунди не було анульовано. Серед відсталих виявилися і фаворити, Іван Бассо і Леві Лейфеймер.
Наступного дня гонщики проїхали 198 км по рівнині від Градо до Вальдобб'ядене. Проміжні спринтерські і гірські очки зібрала група відриву з п'яти осіб — їхня максимальна перевага сягала семи хвилин, однак за 38 км до фінішу втікачів наздогнали. На позначці 50 км до фінішу і далі сталося кілька великих завалів, через які пелотон роздрібнився на кілька частин. Одна з таких частин, що опинилася попереду, прийшла до фінішу раніше за інших, при цьому груповий спринт знову виграв Алессандро Петаккі. Головною жертвою серії завалів став капітан Garmin-Slipstream Крістіан Ванде Вельде, який внаслідок падіння зламав ребро і зазнав тріщини тазу, після чого змушений був відмовитися від подальшої участі в «Джиро». Постраждав від завалів і Марк Кавендіш, який марно намагався повернутися в пелотон, але так і не зміг цього зробити, втративши в результаті 15 секунд. На тлі невдачі Кавендіша, Петаккі з другою перемогою поспіль захопив лідерство в гонці. Перші позиції в гірській і молодіжній класифікаціях ненадовго зайняли Мауро Фаччі і Тайлер Фаррар відповідно.
Перший гірський етап починався в Падуї й закінчувався через 162 км в Сан-Мартіно ді Кастроцца — дистанція містила два важких підйоми: один на позначці 123 км, інший упродовж кількох останніх кілометрів перед фінішем. Вже через 5 км після старту сформувалася група відриву з шести осіб, до якої увійшли Серафін Мартінес, Франческо Беллотті, Давід Вігано, Іен Стеннард, Франческо де Боніс і Єнс Фогт. Вони доводили перевагу перед пелотоном до шести з половиною хвилин і протягом перших трьох годин утримували досить високу швидкість близько 45 км/год, зробивши серйозну заявку на перемогу. Втім, біля підніжжя другої гори пелотон все-таки наздогнав їх, і у відриві залишилися тільки Фогт з Беллотті. Через два кілометри підйому Фогт атакував ще раз і протягом восьми кілометрів намагався втекти від переслідувачів на самоті. Найкращі генеральщики спільно з фахівцями горозходження організували погоню і на останніх трьох кілометрах обігнали Фогта. За два кілометри до фінішу в лідери вийшов колумбійський горянин Маурісіо Солер — він був одним з тих, хто за день до цього спровокував завал з участю лідера генеральної класифікації Марка Кавендіша, і завзятість з його боку сприймали як бажання «спокутувати провину». Фініш все-таки проходив у групі з шістнадцяти осіб, перше місце посів Даніло ді Лука, переможець «Джиро д'Італія 2007», який вдало вибрав час для фінального спурту. За цими шістнадцятьма гонщиками з відставанням у шість секунд прийшли ще десять гонщиків, ще 26 спортсменів фінішували з відставанням у межах хвилини. Новим володарем рожевої майки став Томас Лефквіст, який фінішував у тій самій групі, що і ді Лука.

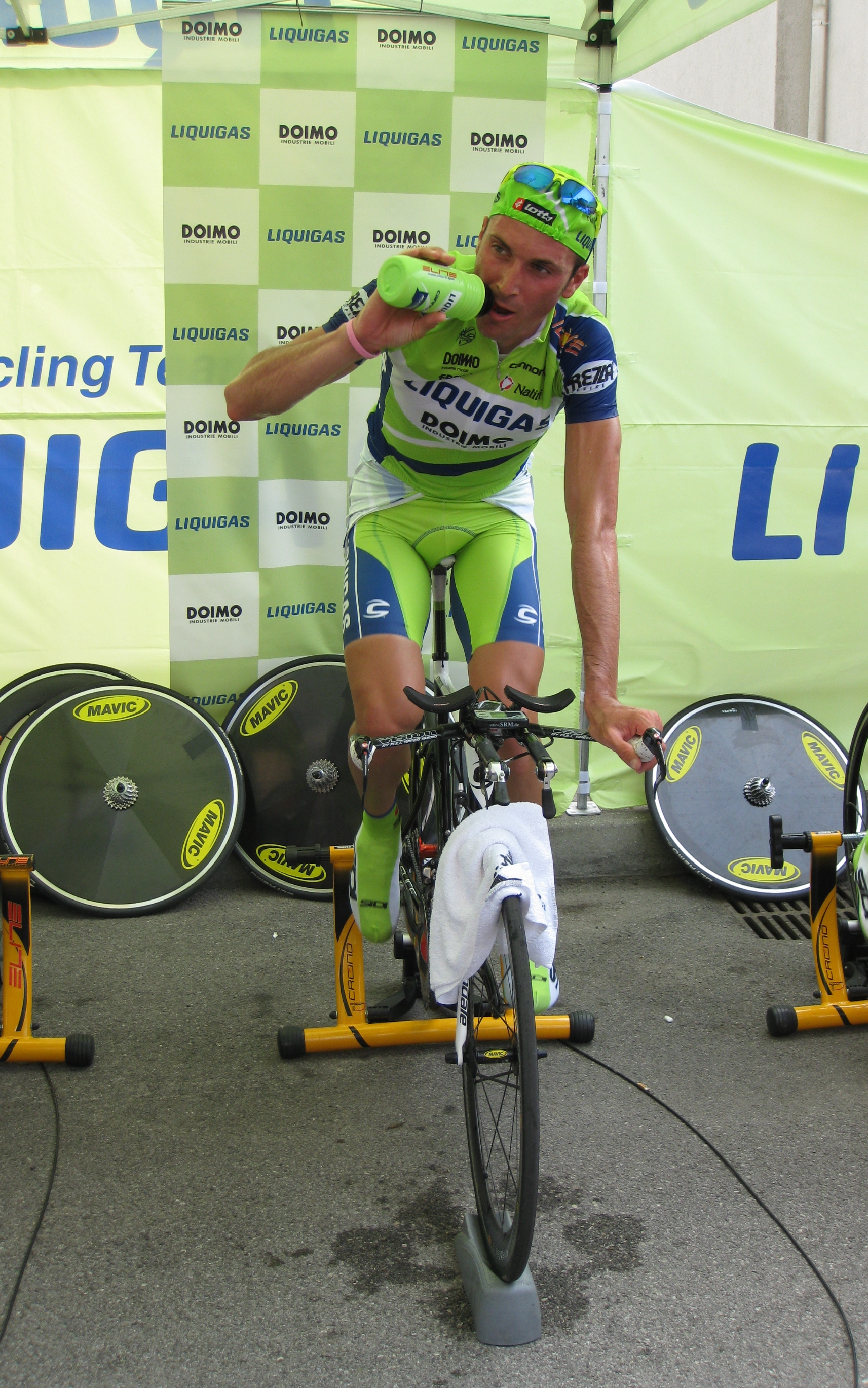
Іван Бассо розкочується перед початком етапу

П'ятий етап стартував у тому місці, де закінчився четвертий: спочатку гонщики подолали категорійний підйом на 400 метрів через Пассо-Рол, потім спустилися на 1700 метрів і протягом більшої частини 125-кілометровій дистанції піднімалися на гору Альпе-ді-С'юзі. На першому невеликому підйомі лідирував відрив з семи чоловік, що досяг долини між двома гірськими піками з розривом у чотири з половиною хвилини. У тому числі у відриві перебував Джованні Вісконті, який перед початком етапу відставав від лідера генеральної класифікації Томаса Лефквіста всього лише на три хвилини. Пелотон, який розганяла переважно команда Liquigas, що бажала вивести на лідируючі позиції своїх гонщиків Сільвестра Шміда та Івана Бассо, за 15 км до фінішу наздогнав утікачів. Шестеро гонщиків підтримали заданий Бассо високий темп і поїхали до фінішу разом з ним — найкращим у підсумку виявився Денис Меньшов. Для Меньшова це досягнення було особливо значущим, оскільки тепер він мав у послужному списку перемоги на етапах всіх трьох гранд-турів, крім того, для його команди Rabobank ця перемога стала першою на «Джиро д'Італія» за всю історію. Інші шестеро учасників відриву фінішували близько до переможця, лише Карлос Састре відстав більш ніж на десять секунд. Даніло ді Лука, який посів друге місце, став лідером генеральної класифікації. Спортсмени, яких розглядали як генеральщиків-фаворитів - Даміано Кунего, Ленс Армстронг і Стефано Гарцеллі, не впоралися з атакою Liquigas на Альпе-ді-С'юзі, втративши понад дві хвилини. Оскільки ці троє виявили в горах слабкість, зазначалося, що єдиними претендентами на перемогу в загальній класифікації залишаються Меньшов, ді Лука, Лефквіст, Бассо, Лейфеймер і Састре.
Протяжний етап 248 км від Брессаноне до австрійської комуни Майргофен в першій половині мав порівняно рівнинний хвилеподібний рельєф, тоді як у другій половині включав два невеликих підйоми з рівнинною ділянкою завдовжки 22 км між ними. Спуск після другого підйому продовжувався ще однією рівнинною ділянкою завдовжки 11 км, після чого відразу йшов фініш. Відрив дня сформувався на 55-му кілометрі з п'яти гонщиків, їм вдалося розвинути максимальну перевагу до восьми хвилин. Приблизно за 60 км до фінішу під час другого підйому Мікеле Скарпоні і Василь Кіриєнко залишили попутників позаду, вирушивши далі удвох. Через 50 км Скарпоні скинув Кіриєнка з колеса і проїхав решту шляху до фінішу в повній самоті. Група рожевої майки, у свою чергу, підібрала всіх учасників ранкового відриву і фінішувала з відставанням у півхвилини. Даніло ді Лука поступився фінішерам пелотону чотирма секундами, але з цього моменту він вийшов у лідери відразу в трьох класифікаціях: генеральній, очковій та гірській. Ленс Армстронг втратив ще більше часу, програвши Едвальду Боассону Хагену, який посів друге місце, 43 секунди.
Ще один протяжний горбистий етап, цього разу завдовжки 244 км, вів гонщиків з австрійського Інсбрука через Швейцарію назад до Італії в місто К'явенна. Єдиний категорійний підйом, Пассо-Малоя, був на позначці 200 км, градієнт перед ним піднімався незначно, а після цього до самого фінішу йшов довгий крутий спуск. Профіль траси ідеально підходив для створення відривів, і дійсно багато гонщиків пробували себе в цьому. Перший відрив, що включав чотирьох осіб, з'явився на 24-му кілометрі — він втік від пелотону більш ніж на дев'ять хвилин, але на підступах до Пассо-Малоя все-таки їх поглинули. На вершині атакував і зміг втекти досить далеко Алессандро Бертоліні, йому вдалося продовжити свою втечу завдяки вкрай аеродинамічній посадці під час спуску, без опори на сідло зі зміщенням всієї ваги на кермо. Інші четверо гонщиків теж не побоялися небезпечного спуску і за 12 км до фінішу різко кинулися вперед — в результаті вони наздогнали Бертоліні і взяли його з собою, сформувавши групу відриву з п'яти осіб. Андрій Грівко намагався перейти з пелотону у відрив, але так і не зміг цього зробити, залишившись на самоті. Попри те що у відриві були присутні досвідчені гонщики і майстри спринту, першим фінішну лінію перетнув молодий Едвальд Боассон Хаген. Починаючи з цього етапу вісім гонщиків «Астани» з дев'яти виступали в майках з демонстративно затертими спонсорами — у такий спосіб команда намагалася привернути увагу недобросовісних комерційних партнерів, які відмовлялися виконувати свої фінансові зобов'язання.
Восьмий етап являв собою 209 км від Морбеньо до Бергамо, він містив два категорійних підйоми, зокрема дуже великий і різкий підйом Кульмине-ді-Сан-П'єтро після перших 64 км. Між відмітками в 30 і 40 км поступово сформувалася група відриву, що складалася з десяти осіб. Вони доводили розрив до понад чотирьох хвилин і змогли протриматися до другого підйому, до дороги на Колле дель-Галло. Кілька генеральників зі своїми доместиками дісталися до вершини раніше за інших, при цьому володаря рожевої майки Даніло ді Лука серед них не було. Учасники відриву, однак, один з одним не спрацювалися, і ді Лука, скориставшись замішанням, незабаром закрив просвіт. За 15 км до фінішу впевнену атаку здійснив Костянтин Сивцов, його відрив коливався в межах півхвилини, але він постійно контролював ситуацію і, нікого не підпускаючи до себе, став переможцем заїзду. Етап затьмарився драматичним нещасним випадком, що стався з Педро Оррільо на Кульміне-ді-Сан-П'єтро. Ковзнувши по мокрому листі, іспанський гонщик втратив керування і на повній швидкості влетів у металеве дорожнє огородження, після чого 60 метрів скочувався по кам'янистому схилу в ущелину. Результатом падіння стали численні травми: тріщини в стегнових кістках, пошкодження колінних чашок, грудних хребців і куприка, прокол легені і внутрішня кровотеча. Його підняли з ущелини з допомогою вертольота і потім машиною швидкої допомоги доставили в найближчу лікарню. У машині він прийшов до тями, але лікарі ввели його в стан штучної коми. Протягом п'яти тижнів Оррільо проходив реабілітацію в лікарнях Італії та Іспанії, зумів повністю відновитися, хоча спортивну кар'єру все-таки завершив.

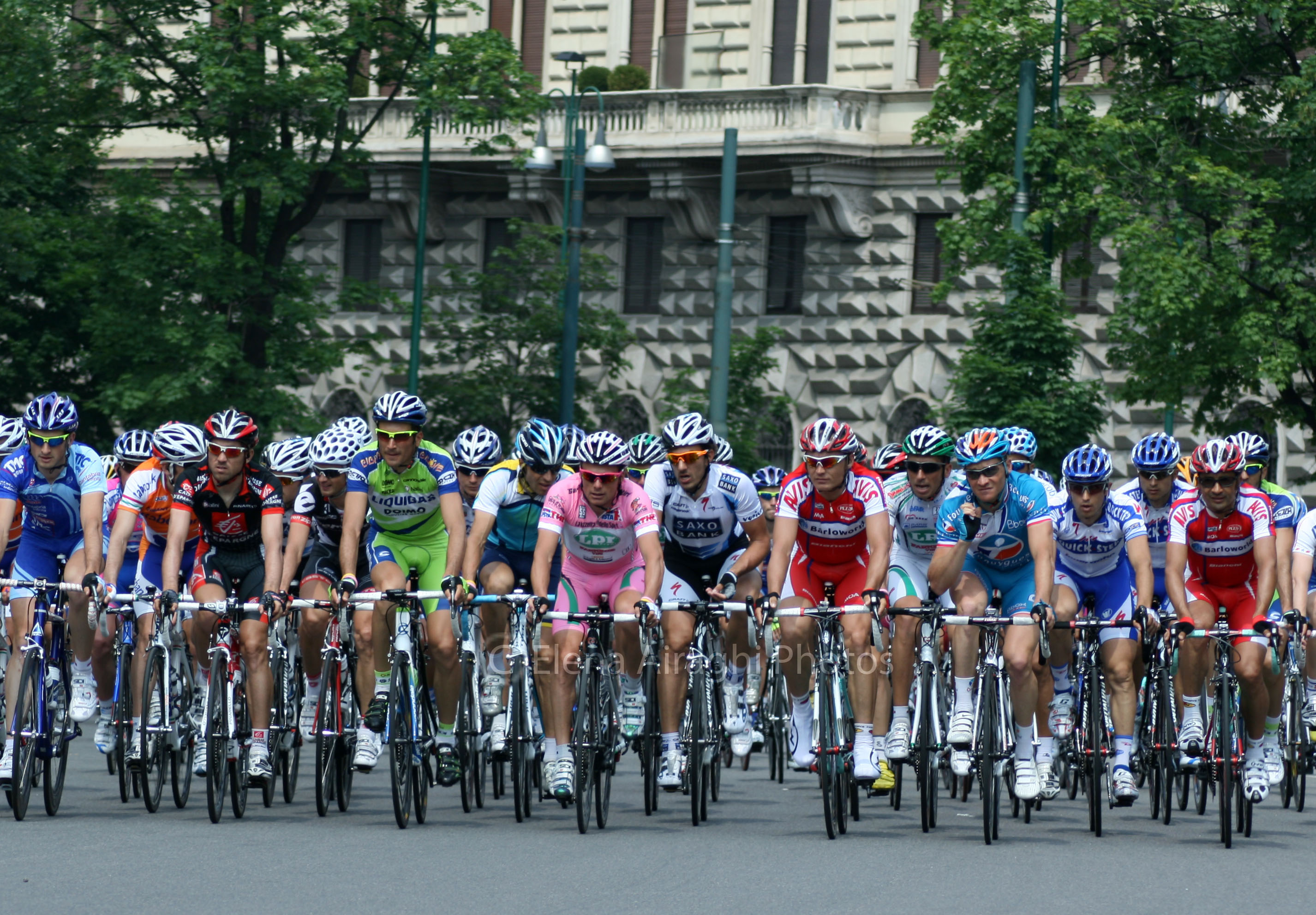
Пелотон рухається прогулянковим темпом під час 9-го етапу

Весь дев'ятий етап пройшов у Мілан: через 5 км після старту починався критеріум з десяти кіл по 16 км — загальна протяжність дистанції таким чином становила 165 км. Повністю рівнинний заїзд повинен був стати місцем битви найкращих спринтерів, проте насправді обернувся колективним протестом гонщиків. Під враженням від недавнього падіння Педро Оррільо учасники «Джиро» вирішили звернути увагу організаторів на забезпечення безпеки спортсменів на вчорашньому та інших етапах. Цей критеріум так само викликав стурбованість, маршрут проходив через трамвайні колії та бруківки, дороги в багатьох місцях були заставлені припаркованими автомобілями, залишаючи вузький простір для проїзду. У підсумку директор гонки змушений був погодитися з вимогою повної нейтралізації етапу, тобто кожному учаснику заїзду зараховувався такий самий час як у переможця, незалежно від того, коли він перетне фінішну лінію. Спочатку мова йшла тільки про нейтралізацію, але насправді гонщики взагалі не стали змагатися один з одним і перші чотири кола пройшли прогулянковим темпом з середньою швидкістю 20 км/год. Наприкінці четвертого кола пелотон зовсім зупинився, лідер загального заліку Даніло ді Лука взяв мікрофон і пояснив присутнім глядачам, чому вони так повільно їдуть. Потім слово взяв Ленс Армстронг, він вибачився перед уболівальниками за зіпсовану гонку, яка могла стати грандіозним видовищем, але зазначив при тому, що пелотон все-таки прийняв правильне рішення. Критеріум неквапливо продовжився, лише на останньому колі спринтери проявили активність і поборолися за фініш — найкращим серед всіх виявився Марк Кавендіш, хоча на вимогу протестувальників очок в спринтерську класифікацію ніхто з фінішерів не отримував. Попри те, що протест був одностайним, Філіппо Поццато, який теж постраждав на трасі і згодом змушений був відмовитися від подальшої участі в «Джиро», висловив думку, що гонщики все-таки ухвалили рішення поспішно, насамперед слід було зібратися й ретельно все обдумати.

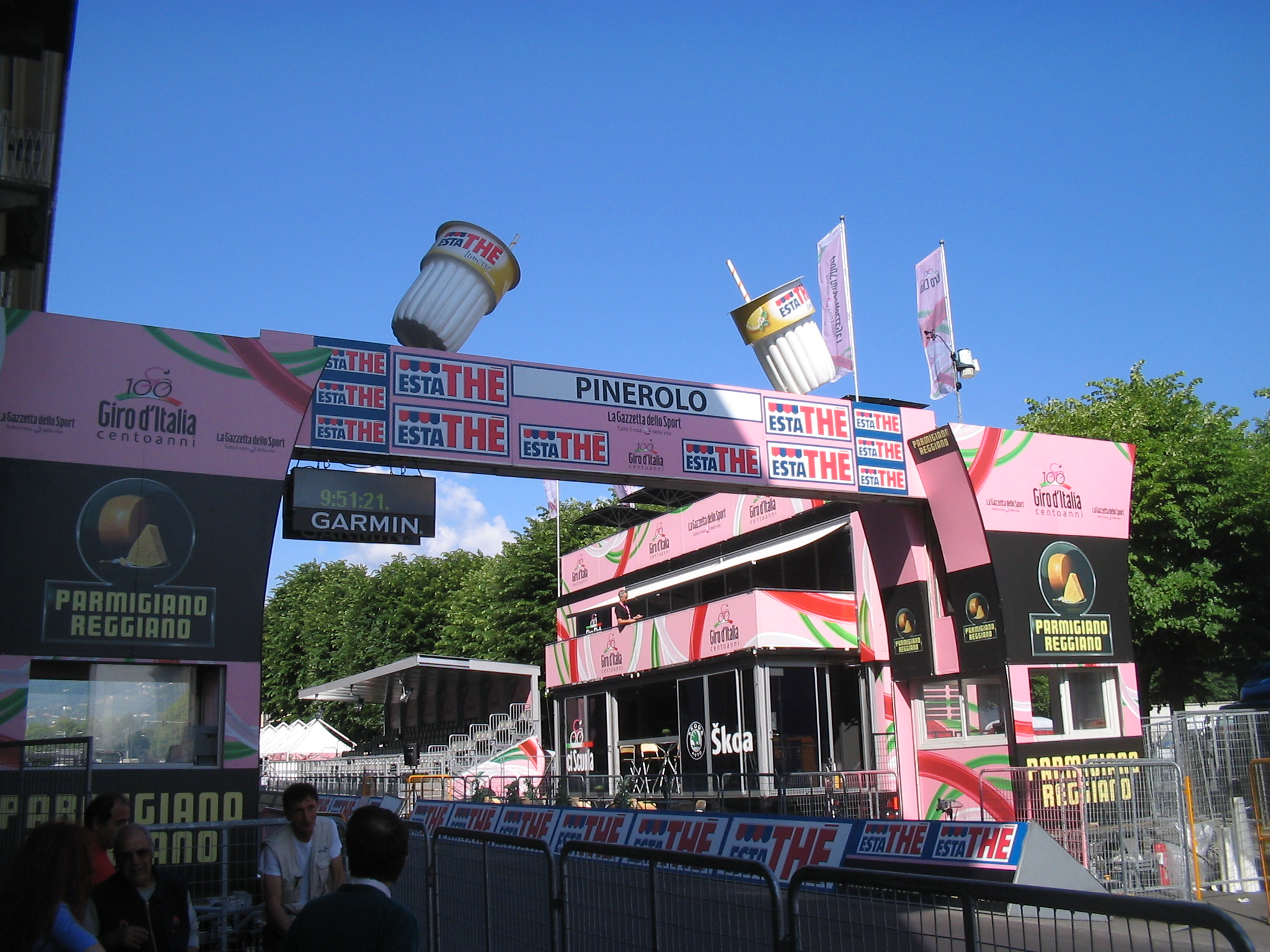
Фінішні ворота 10-го королівського етапу «Джиро 2009»

Після дня відпочинку гонщики зіткнулися з найдовшим етапом «Джиро», королівський етап протяжністю 262 км від Кунео до Пінероло з декількома складними підйомами: головний підйом Сестріере розташовувався ближче до середини дистанції, з його вершини протягом 50 км йшов довгий спуск, і потім на останніх десяти кілометрах перед фінішем був іще один невеликий підйом Пра-Мартіно. Від самого початку етапу гонщики показували несподівано високу швидкість, за першу годину вони подолали понад 50 км, з такою швидкістю дві години ніхто не наважувався піти у відрив. Зрештою ініціативу взяли на себе дванадцять гонщиків — семеро вибилися в лідери, ще п'ятеро перебували між ними і пелотоном. Через деякий час від пелотона відділилася ще одна група, що містила в тому числі фаворитів генеральної класифікації і зокрема володаря рожевої майки Даніло ді Луку. Колишній чемпіон «Джиро» Стефано Гарцеллі атакував з цієї групи, наздогнав лідерів і на двох гірських вершинах взяв максимум очок, що за підсумками заїзду зробило його лідером гірської класифікації. На вершині Сестріере його перевага перевищувала шість хвилин. Група генеральників, очолювана самим ді Лукою, вела запекле переслідування і поступово «з'їла» всю дюжину тих, що відірвалися, а до вершини останнього підйому вони нагнали і Гарцеллі. Агресивний спуск ді Луки з Пра-Мартіно дозволив йому втекти від попутників, які досі сиділи у нього на колесі, і створити невеликий заділ — він так і доїхав до фінішу попереду всіх, зміцнивши лідерство в генеральній класифікації. Томас Лефквіст, який у загальному заліку йшов другим, програв більш як хвилину і спустився на восьму позицію, хоча він як і раніше залишався найкращим молодим гонщиком.

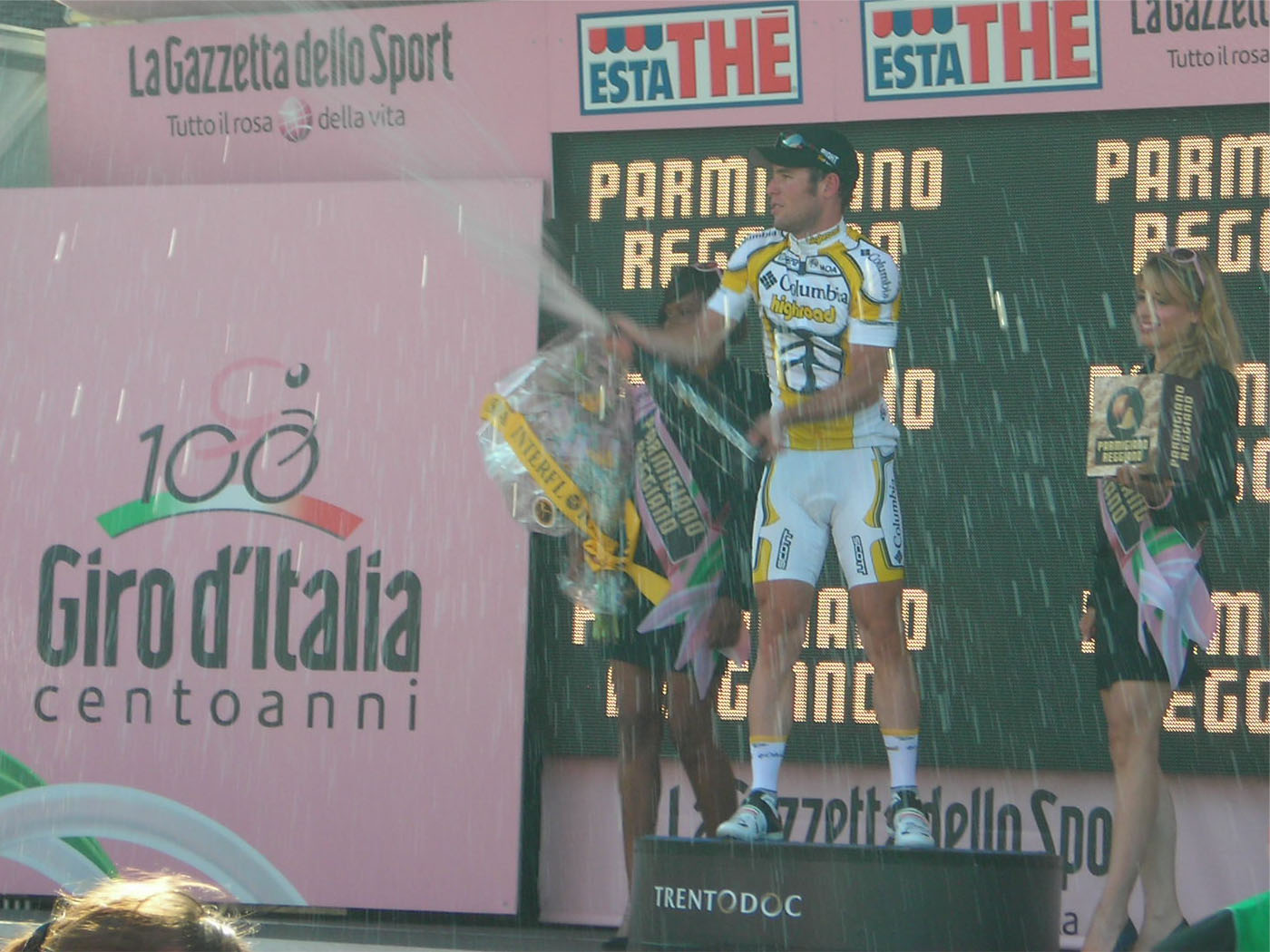
Марк Кавендіш святкує перемогу на 11-му етапі

Одинадцятий етап, 214 км від Турину до Аренцано, був переважно рівнинним — лише за 19 км до фінішу був присутній підйом Пассо-дель-Туркіно, відомий завдяки класиці «Мілан — Сан-Ремо». Підйом не відрізнявся високою складністю, що створювало умови для масового спринту в кінцівці. Гонщик «Астани» Кріс Хорнер не вийшов на старт через травму ноги, таким чином Леві Лейфеймер з Ленсом Армстронгом залишилися без головного свого помічника. На позначці 56 км з дистанції зійшов горянин Caisse d'epargne Хоакім Родрігес, який посів на попередньому етапі дев'яте місце. Відрив сформувався на 65-му кілометрі траси, активність проявили Густаво Сезар, Кемерон Меєр, Дмитро Грабовський і Алессандро Донаті. Невдовзі сталося падіння Лейфеймера, але серйозних ушкоджень він не зазнав і продовжив гонку. Коли відрив наздогнали, була одноосібна атака у виконанні Володимира Ісайчева. «Астана» розігнала пелотон на Пассо-дель-Туркіно, після чого на узвозі спробував виїхати Армстронг, при цьому на колесо йому сів Даніло ді Лука. Ще кілька гонщиків пробували відірватися перед фінішем, проте злагоджена робота провідних спринтерських команд утримувала всіх в одній групі. Все закінчилося груповим спринтом, Марк Кавендіш став першим, ненабагато випередивши Тайлера Фаррара і Алессандро Петаккі, які їхали поруч.

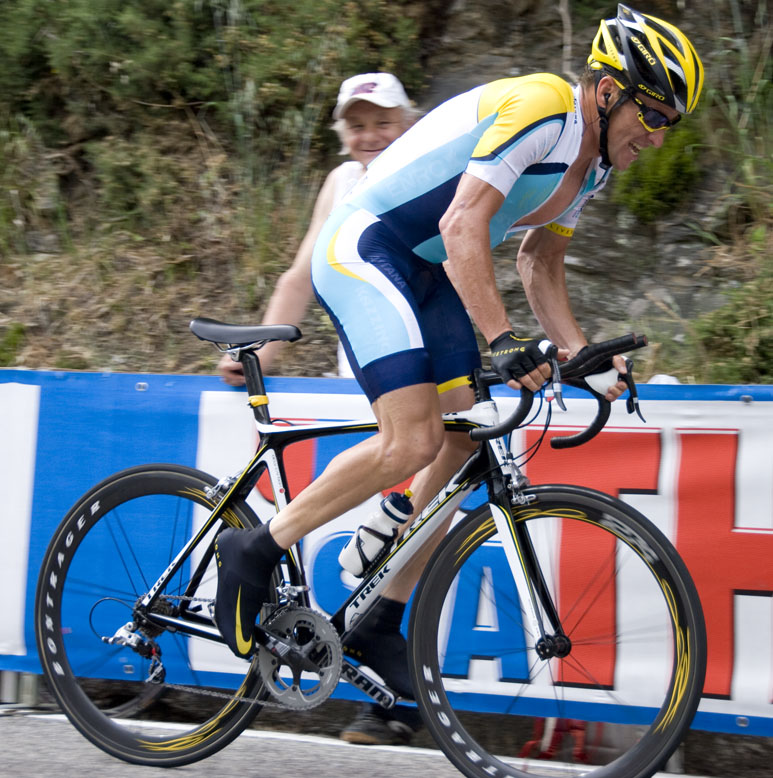
Ленс Армстронг їде 12-етап у велоформі з «затертими» спонсорами

Маршрут першої індивідуальної гонки з роздільним стартом простягався між комунами Сестрі-Леванте і Ріомаджоре, виділяючись значною довжиною (60,6 км) і наявністю множинних підйомів. Дистанція містила два категорійних підйоми з швидким крутим спуском посередині за повної відсутності рівнинних ділянок. Ленс Армстронг охарактеризував етап як «дуже важкий». Останній олімпійський чемпіон в роздільній дисципліні Фаб'ян Канчеллара назвав етап «божевільним». Канчеллару вважали основним фаворитом, але незадовго до старту етапу він покинув «Джиро». Багато гонщиків використовували звичайні шосейні велосипеди замість спеціальних розділкових, оскільки маршрут зі своїми вигнутими рельєфними дорогами був нетиповим для гонок на час. Більшість з них просто поставили на кермо «роги» для аеродинамічної посадки, але деякі не зробили і цього, як наприклад володар рожевої майки Даніло ді Лука. Наявність підйомів давала шанс горянинам, погано пристосованим до гонок з роздільним стартом, таким як Даміано Кунего і Джильберто Сімоні. Перший орієнтир встановив гонщик Acqua & Sapone Даріо Андріотто, невдовзі його результат поліпшив Юрій Кривцов. Проміжними лідерами ставали Алессандро Бертоліні, Девід Міллар, Марко Пінотті, Джованні Вісконті, Бредлі Віґґінз, Стефано Гарцеллі. Бертоліні насправді був лідером лише три хвилини, оскільки Міллар стартував слідом і відразу ж побив його час. Потім лідерство захопив Леві Лейфеймер, однак Денис Меньшов, який стартував передостаннім, привіз йому 20 секунд і виграв етап. Оскільки Даніло ді Лука фінішував лише шостим з відставанням майже дві хвилини, то Меньшов змістив його з першого рядка генеральної класифікації. Несподівано погано виступив триразовий чемпіон світу в гонках з роздільним стартом Майкл Роджерс, який програв три хвилини і спустився в загальному заліку з третього місця на шосте. Не виправдав сподівань і чинний чемпіон «Тур де Франс» Карлос Састре, він втратив 2 хвилини 18 секунд, але на тлі невдачі Роджерса все-таки піднявся в загальному заліку на п'яту позицію.
Наступного дня гонщики отримали перепочинок у вигляді короткого рівнинного етапу завдовжки 176 км від Камайоре до Флоренції. На перших 60 км дистанції було кілька невеликих пагорбів і один нетривалий категорійний підйом, тоді як решта шляху не вирізнялася рельєфністю і передбачала спринтерський фініш. На 12-му кілометрі відокремилися троє гонщиків: Михайло Ігнатьєв, Леонардо Скарселлі та Бйорн Шредер. Вони розвивали максимальну перевагу до 5 хвилин 20 секунд, але основній групі було не важко наздогнати їх — Ігнатьєва зі Скарселлі спіймали за 32 км до фінішу, тоді як Шредер, який боровся на самоті, протримався до 6 км. Коли до кінця залишався один кілометр, Марк Кавендіш вдало скористався підтримкою товаришів по команді Едвальда Боассона Хагена і Марка Реншоу, після чого на останніх метрах вирвався вперед і здобув третю перемогу на «Джиро». Фінішне розвезення Columbia-High Road було настільки потужним, що певний час з лідером показали лише 21 гонщик, а решта 89 осіб, у тому числі генеральники, відстали від них на 8 секунд. Примітно, що Кавендіш, через свою звички з'являтися на стартовій лінії в останній момент в обхід журналістів, запізнився до початку етапу. Йому вдалося успішно наздогнати пелотон, багато в чому завдяки технічці Rabobank, яка теж виїхала пізно, і ця перешкода не завадила йому виграти.
На шляху від Кампі-Бізенціо до Болоньї за 172 км гонщики повинні були подолати чотири категорійних підйоми і фінішний відрізок під гору, теж категорійну. Попередній аналіз етапу показував постійні атаки починаючи з першого підйому, що розташовувався на позначці 24 км. Насправді відрив з'явився вже на 12-му кілометрі, вперед пішли чотирнадцять гонщиків з дванадцяти команд — вони успішно подолали чотири проміжних підйоми, і тільки після цього група почала поступово розпадатися. Протягом більшої частини дня пелотон вела команда LPR Даніло ді Луки, фініш вважався придатним для нього, він розраховував отримати тут перевагу перед лідером генеральної класифікації Денисом Меньшовим Леві Лейфеймером, який ішов третім. Втім, зусиль однієї команди виявилося недостатньо, чотирнадцять осіб, які залишалися у відриві, злагоджено працювали один з одним, і на спуску з четвертої вершини стало ясно, що відрив вже не наздогнати. Перед останнім підйомом провідна група скоротилася до дванадцяти гонщиків, але як і раніше зберігала високий темп. Першим з лідерів спробував щастя Андрій Грівко, однак незадовго до вершини його наздогнали, і в підсумку він поступився переможцю більш як хвилиною. Вирішальну атаку здійснив Саймон Джерранс з Cervélo TestTeam, до якого ніхто так і не зміг дотягнутися. Бассо і Лейфеймер випали з пелотону і програли конкурентам-генеральникам по три секунди. Майкл Роджерс приїхав ще на три секунди пізніше, тож спустився з шостого місця на сьоме.

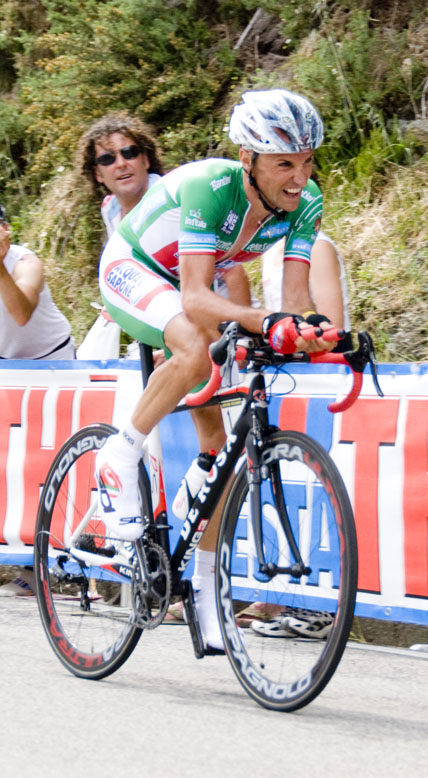
Лідер гірської класифікації Стефано Гарцеллі

Горбистий п'ятнадцятий етап простягався на 161 км між комунами Форлі і Фаенца, включаючи чотири основних підйоми, які хоч і мали категорію, але були не дуже складними. Також на шляху було три некатегорійних пагорби, досить пологі і не здатні справити істотного впливу на перебіг гонки, а останніх 10 км йшла рівнинна ділянка, яка сприяла фінішу з відриву. День почався з того, що на 18-му кілометрі шістнадцять гонщиків з чотирнадцяти команд поїхали далеко вперед, розвинувши максимальну перевагу до шести хвилин. Володар рожевої майки Денис Меньшов зі своєю командою Rabobank не став переслідувати втікачів, оскільки серед них не було нікого з найближчих конкурентів в генеральній класифікації: найвищу позицію в загальному заліку серед тих, що відірвалися, займав Хосе Серпа, який програвав Меньшову понад десять хвилин. Гонщики пелотону не вживали рішучих кроків, створювалося відчуття, що група відриву так і доїде до фінішу. Однак на третьому пагорбі ситуація різко змінилася, коли ініціативу взяла у свої руки команда Івана Бассо — сам Бассо згодом атакував і вирвався вперед, при цьому у нього на колесі зміг утриматися лише Стефано Гарцеллі. Вони наздогнали кількох учасників ранкового відриву, який вже встиг розпастися на частини, але незабаром і їх самих наздогнали. Даніло ді Лука спровокував атаку на четвертому підйомі дня, якийсь час вони з Меньшовим мали перевагу перед іншими генеральниками, хоча зрештою їх теж наздогнали, і за підсумками етапу перші сім позицій у генеральній класифікації залишилися незмінними. Коли відрив, який спочатку складався з шістнадцяти осіб, розпався, то попереду поїхали тільки двоє гонщиків: Леонардо Бертаньолли і Серж Пауелс. На останніх кілометрах дистанції Пауелс через незрозумілі причини спустився з провідної групи в групу переслідування, тоді як Бертаньоллі на самоті доїхав до фінішу і переміг. Група рожевої майки програла переможцю 1 хвилину 56 секунд, інші тринадцять гонщиків програли близько семи хвилин, тоді як відставання більшості варіювалося між 18 і 26 хвилинами.
Шістнадцятий етап, який стартував у Перголі, по праву вважали королівським, на своїх 237 км був повністю завантажений всілякими підйомами. Крім п'яти коротких пагорбів на дистанції були наявні три повноцінні гори з дуже високими градієнтами, зокрема фініш розташовувався на вершині гори Монте-Петрано. Як і два попередніх етапи, цей почався з раннього відриву — вперед поїхали 20 гонщиків. На першому підйомі, який мав першу категорію, група відриву розділилася на три частини, оскільки не всі змогли витримати заданий лідерами темп, а деяких назад відкликали спортивні директори команд, щоб надати підтримку претендентам на перемогу в генеральній класифікації. Попереду залишились троє гонщиків: Ярослав Попович, Даміано Кунего і Габріеле Босісіо. Через певний час Попович залишив попутників позаду і вирушив до фінішу на самоті. До початку сходження на Монте-Петрано група рожевої майки догнала всіх учасників раннього відриву крім Поповича і Кунего. Леві Лейфеймер, який повідомив в інтерв'ю про намір атакувати на цьому етапі і просунутися у генеральній кваліфікації, у результаті навпаки відвалився на останньому підйомі і, попри спроби Ленса Армстронга і Янеза Брайковича повернути його в групу рожевої майки, програв переможцю близько трьох хвилин, спустившись у загальному заліку з третього місця на шосте і втративши останній шанс вийти в лідери «Джиро». Армстронг на початку підйому йшов близько до лідерів і розглядався серед головних претендентів на перемогу, проте змушений був пожертвувати своїми шансами заради Лейфеймера — пізніше Лейфеймер зазначав, що підтримка Армстронга допомогла йому зберегти багато хвилин. На підступах до фінальної гори з групи рожевої майки кілька разів намагався атакувати Даніло ді Лука, але Денис Меньшов своєчасно реагував на всі його випади. Коли атакували Іван Бассо і Карлос Састре, то Меньшов з ді Лукою були зайняті своїм особистим протистоянням і дозволили їм відірватися. Після семи годин екстремальних сходжень Састре виглядав свіжішим за інших. Він здійснив вирішальну атаку і на дуже високій швидкості пронісся повз Поповича прямо до перемоги — цей успіх дозволив іспанцеві піднятися в генеральній класифікації на третій рядок. Меньшов, в свою чергу, виграв протистояння з ді Лукою, на останніх метрах дистанції за рахунок спринтерського ривка привіз йому одну секунду. Крім того, росіянин отримав до своєї переваги перед головним конкурентом чотири бонусні секунди. Лідер класифікації молодих гонщиків Томас Лефквіст вже на ранніх ділянках етапу опинився позаду і в підсумку програв переможцю 24 хвилини. Таким чином, він відразу спустився на п'яте місце, а білу майку отримав гонщик Quick Step Кевін Селдраєрс, який займав п'ятнадцяте місце в генеральній класифікації. На перебіг етапу істотно вплинули важкі погодні умови, температура повітря протягом дня піднімалася до 35 °C, тож гонщики впродовж всієї дистанції часто відпадали від своїх груп.

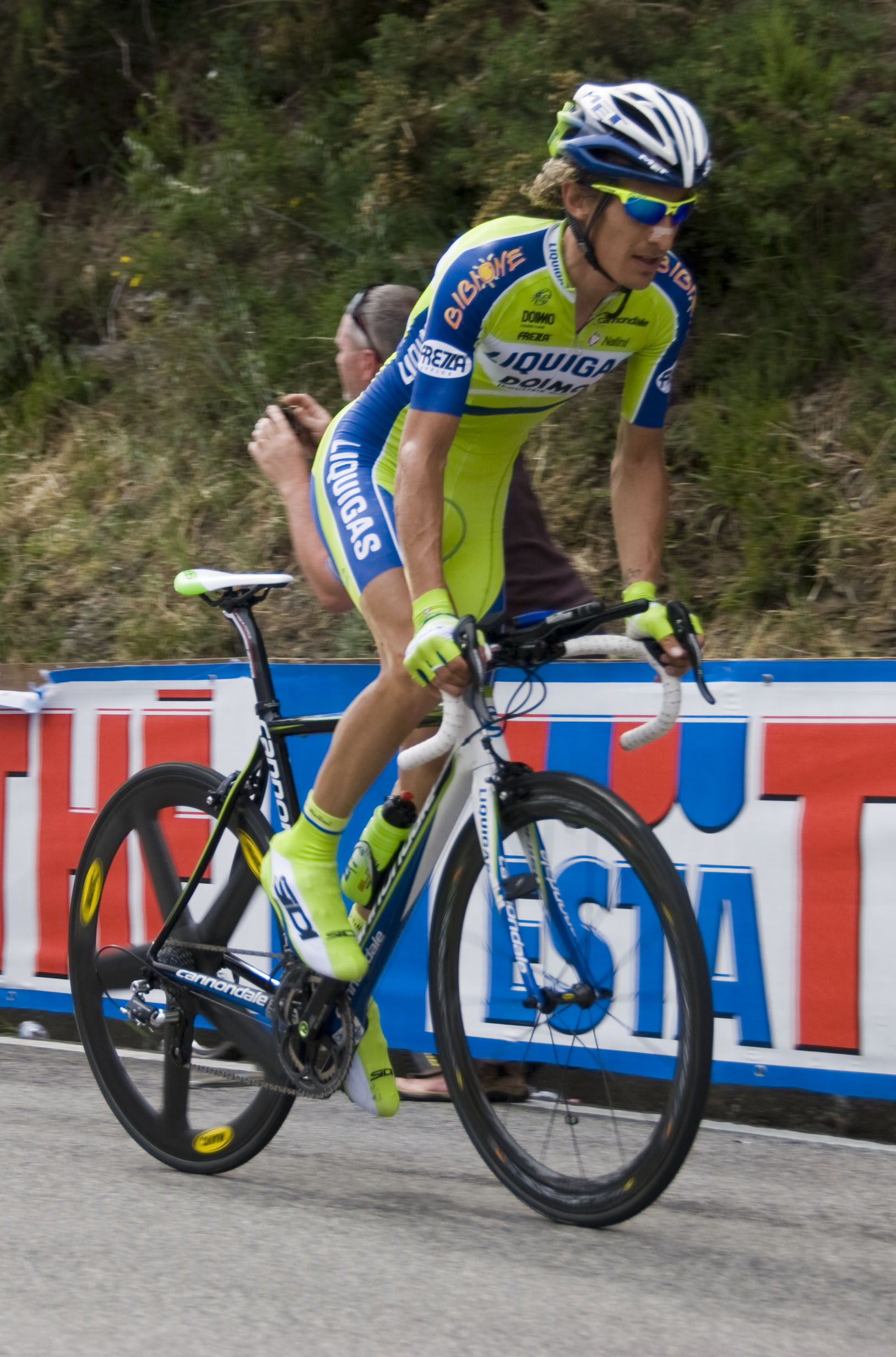
Франко Пелліцотті, переможець 17-го етапу

Після другого дня відпочинку гонка продовжилася найкоротшим груповим етапом, 83 км з комуни К'єті до гірського перевалу Блокхаус. Спочатку планувалося, що тут гонщики піднімуться на найвищу точку «Джиро 2009», але карта маршруту згодом зазнала зміни через велику кількість снігу в горах — 4 км підйому замінили еквівалентним рівнинним відрізком на початку дистанції. Перші 44 км були практично повністю рівнинними, потім на наступних 16 км градієнт поступово зростав, тоді як останні 23 км являли собою досить крутий підйом. Приблизно на позначці 10 км атакував Томас Феклер, дев'ять інших гонщиків пішли за ним, і разом їм вдалося розвинути перевагу майже до трьох хвилин, однак ті, що залишилися в пелотоні, розуміючи швидкоплинність етапу, незабаром почали переслідування. Під час фінального підйому не всі змогли витримати заданий Феклером темп, попереду з французом поїхали тільки Фелікс Карденас і Джузеппе Палумбо. Через якийсь час усіх трьох наздогнала група рожевої майки, де з боку гонщиків безперервно робилися нові і нові атаки. Коли на початку підйому атакував Сільвестер Шмід, то йому на колесо сів Франко Пелліцотті — в якийсь момент поляк видихнувся і відстав, але Пелліцотти завдяки своєї активності зробив хороший заділ перед пелотоном. Ленс Армстронг спробував наздогнати його, але змушений був відмовитися від цього, оскільки італієць не захотів чекати компаньйона і вирішив пройти дистанцію, що залишилася на самоті. Пелліцотті утримував високу швидкість до самого фінішу і став переможцем етапу, тоді як Армстронг зрештою відвалився в третю групу і фінішував разом з Леві Лейфеймером і Карлосом Састре. Команда Састре Cervélo TestTeam довгий час задавала темп у пелотоні, але потім пішла з передових позицій, коли Філіп Деїнан вилетів у кювет. Велосипед гонщика пошкодився, і на його тілі було видно сліди від пошкоджень, але він продовжив гонку і доїхав до фінішу в останній группетто. Сам Састре, який вже втратив ту добру форму, яка була у нього до дня відпочинку, програв переможцю майже дві хвилини — як результат, спустився в генеральній класифікації з третього місця на п'яте, поступившись тому ж Пелліцотті, який тепер став третім. Четверо гонщиків фінішували другим ешелоном у такому порядку: Стефано Гарцеллі, Даніло ді Лука, Денис Меньшов, Іван Бассо. Ді Лука прагнучи відірватися від Меньшова їхав з дуже високим каденсом, на фінішній лінії за рахунок спринту він все-таки відіграв кілька секунд. Разом з бонусними секундами за третє місце він скоротив відставання від росіянина до 26 секунд.
Вісімнадцятий етап простягався від комуни Сульмона до міста Беневенто і мав протяжність 182 км. Через 20 км від старту був невеликий підйом і довгий технічно складний спуск, проте далі шлях був рівним і не включав більше категорійних підйомів. Профіль рельєфу сприяв спринтерському фінішу, втім, насправді відбувся фініш з відриву. Практично від самого старту сформувалася найбільша успішна група відриву на «Джиро», що містила 25 гонщиків з 18 команд (командами, які не взяли участі у відриві, стали Milram, Ag2r-La Mondiale, Fuji-Servetto, а також команда лідера гонки Rabobank). Всі гонщики їхали попереду як одна згуртована команда більшу частину гонки, внаслідок чого їхня перевага перед пелотоном зростала до шести хвилин. За 15 км до фінішу від групи відокремилися сім осіб, які між собою в підсумку розіграли спринтерський фініш. Першим рішучий ривок зробив Дріс Девенінс, але буквально відразу ж його обійшов Фелікс Карденас, який в свою чергу поступився Денні Пейту. Пейт, вирвавшись вперед, ненавмисно привіз на колесі досвідченого Мікеле Скарпоні, і останнє слово було за італійцем. Всі фаворити генеральної класифікації фінішували в пелотоні з відставанням від переможця 3 хвилини 57 секунд, тому в першій десятці загального заліку змін не відбулося.

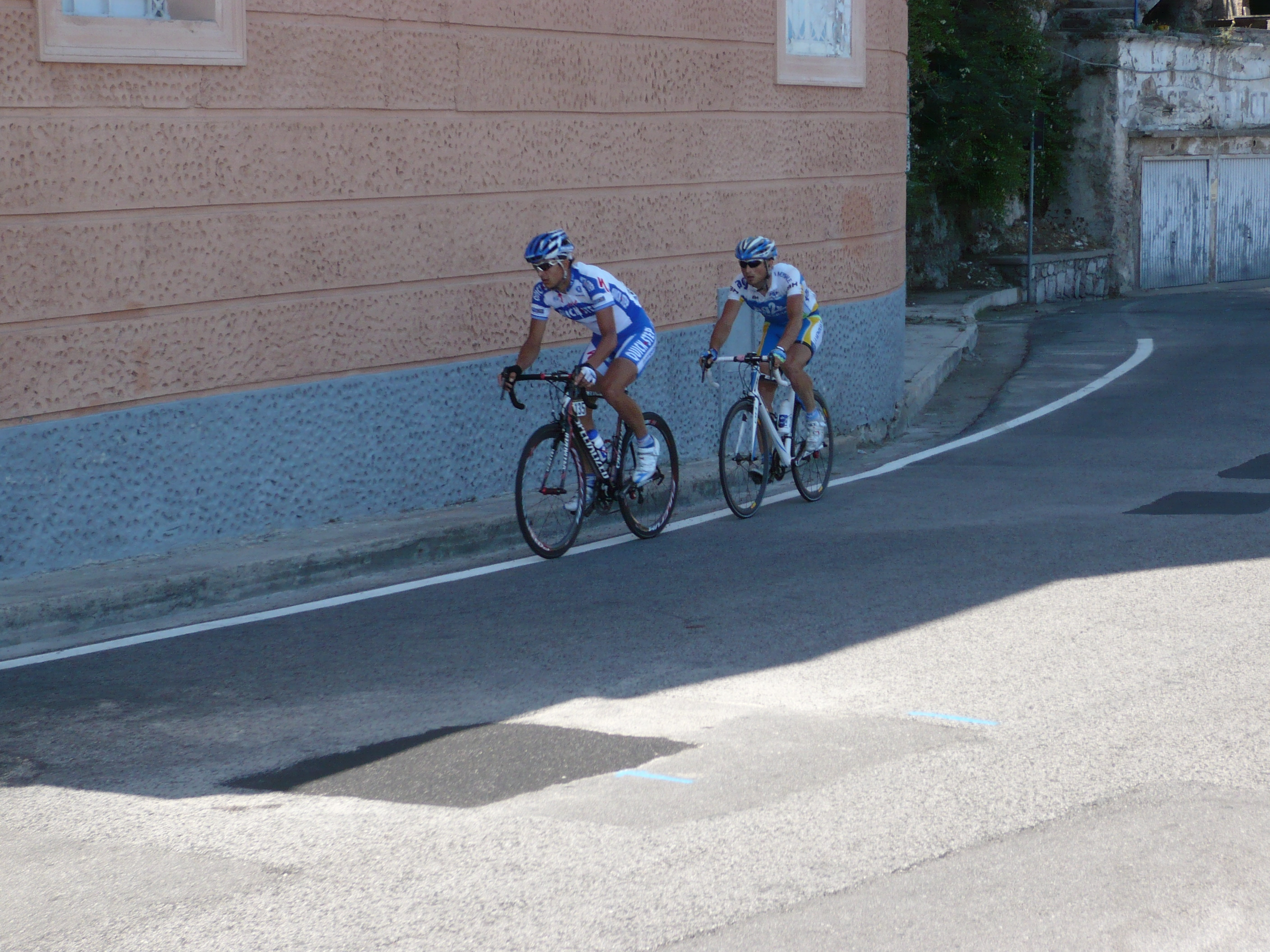
Мауро Фаччі та Юрій Кривцов, які пішли у відрив, на 19-му етапі в місті Амальфі

Дев'ятнадцятий етап, який починався в Авелліно, на більшій частині дистанції (151 км) мав нерівний хвилеподібний рельєф з багатьма некатегорійними підйомами, зокрема один підйом на висоту майже 500 м, тоді як останні 13 км являли собою вкрай важкий підйом по знаменитому вулкану Везувію на 1000 м вгору. На ранній відрив тут наважилися лише двоє гонщиків, обидва з команд ПроТуру без перемог на минулих етапах «Джиро»: Мауро Фаччі з Quick Step і Юрій Кривцов з Ag2r-La Mondiale. Максимальна перевага перед пелотоном сягала семи хвилин, однак група рожевої майки без особливих труднощів наздогнала їх, це сталося в невеликому містечку незадовго до фінального сходження. Члени Liquigas намагалися використовувати ту саму тактику, що й під час підйому на Блокхаус, коли переміг Франка Пелліцотті — першим пішов вперед їхній горянин Валеріо Аньолі, але приєдналися до нього не партнери по команді, а гонщик з Lampre-NGC Паоло Тіралонго, фаворити генеральній класифікації при цьому на їхню атаку не відповіли. Через деякий час лідерів наздогнала невелика група переслідування на чолі з Карлосом Хосе Очоа, у якого на колесі повисли Іван Бассо і Стефано Гарцеллі. Карлос Састре самотужки атакував з групи рожевої майки, поступово обігнав всіх суперників на своєму шляху і здобув другу перемогу на «Джиро». Лідер генеральної класифікації Денис Меньшов і найближчий його переслідувач Даніло ді Лука як і раніше трималися поруч — ді Лука час від часу пробував атакувати, але безуспішно. Пелліцотті скористався їхнім суперництвом, відсидівся в них на колесі і зрештою здійснив вдалу атаку, завдяки чому став на дорозі третім. Бассо, який був попереду, дочекався свого партнера по команді, розташованого вище в генеральній класифікації, і допоміг йому збільшити відрив, після чого знесилений відвалився. Цього хвалило на те, щоб Пелліцотті фінішував другим і зберіг за собою третє місце в загальній кваліфікації. На фінішній лінії ді Лука трохи випередив Меньшова і отримав за це 8 бонусних секунд, таким чином його відставання скоротилося до 18 секунд. Меньшова вважали добрим роздільником, і оскільки попереду залишалися тільки рівнинний етап і гонка з роздільним стартом, то шанси ді Луки на перемогу в цьому протистоянні були вкрай малі.

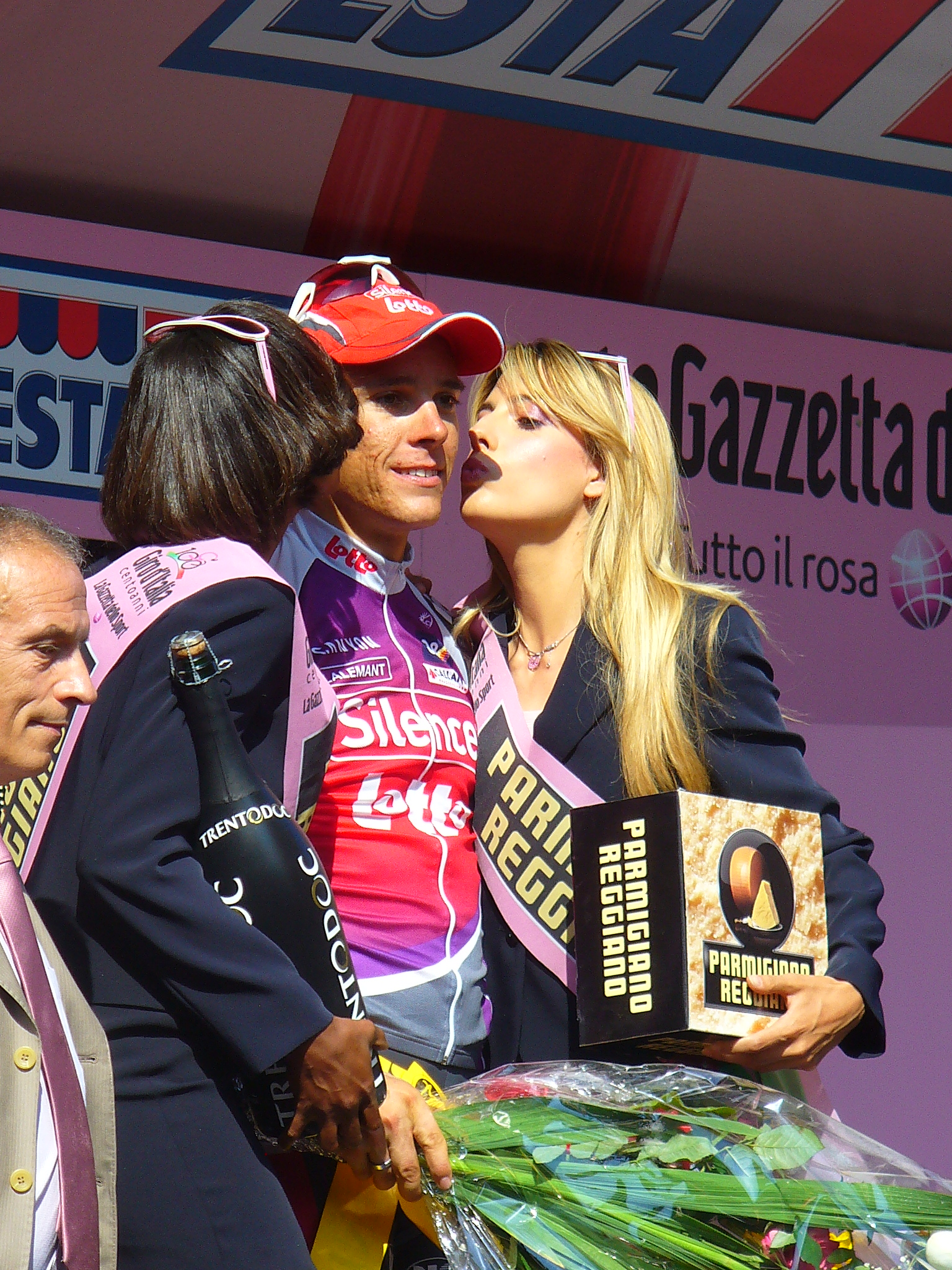
Філіп Жильбер на подіумі 20-го етапу

Передостанній етап, 203 км з Неаполя в Ананьї, був повністю рівнинним, лише в самому кінці був наявний єдиний невеликий підйом. Даніло ді Лука абсолютно очевидно сподівався на боніфікацію, бонусні секунди, що присуджуються на проміжному спринті і фініші — тримаючи це в розумі, його команда постаралася якомога раніше зупинити ранній відрив. Як і в горах, Денис Меньшов невідривно слідував за до Лукою, і до проміжного спринтерського фінішу вони доїхали разом. Партнери по команді намагалися вивести ді Луку на вигіднішу позицію, їм це не вдалось, Меньшов все ж виявився сильнішим (головний спринтер команди Алессандро Петаккі в останній момент змушений був обігнати Меньшова, щоб зменшити секундний програш свого капітана). Таким чином, Меньшов, який перетнув лінію другим, отримав чотири бонусні секунди, а ді Лука, що приїхав на третьому місті, тільки дві, тож лідерство росіянина в генеральній класифікації зміцнилося. Після проміжного фінішу напруга в пелотоні спала, і затишшям скористалися двоє гонщиків, які спробували поїхати у відрив. Під час першого фінального кола протяжністю 18 км їх наздогнала група переслідування з чотирьох осіб, яку, у свою чергу, на другому і останньому колі теж поглинули. Коли до кінця залишалося трохи більш як кілометр, атаку зробив гонщик Silence-Lotto Філіп Жильбер, який зумів втриматися попереду і став переможцем етапу. Томас Феклер їхав за Жильбером, але всидіти у нього на колесі не зміг і в підсумку фінішував з відставанням у дві секунди. Решта пелотону перетнула фінішну лінію через сім секунд після переможця.

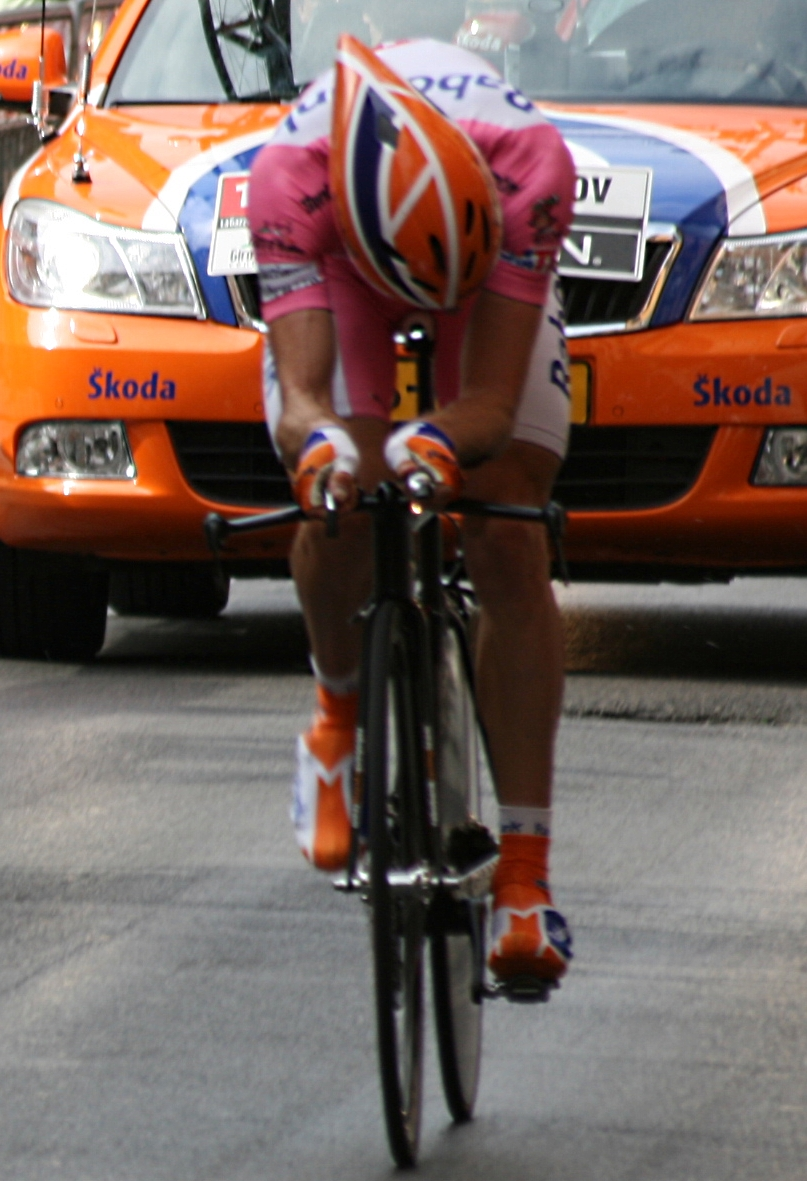
Денис Меньшов виграв гонку, попри падіння в кінцівці

Як і минулого року, «Джиро» закінчувалася індивідуальною гонкою з роздільним стартом. Прокладений по Риму маршрут завдовжки 14,4 км був переважно пологим, хоча в декількох місцях включав небезпечні різкі повороти. Переможний час вже до середини гонки встановив член Cervélo TestTeam Гнат Коновалов, чинний чемпіон Литви в роздільній дисципліни. Багато в чому його перемозі сприяв той факт, що він виявився одним з останніх гонщиків, хто встиг закінчити до початку дощу. Бредлі Віггінс з Garmin-Slipstream, який стартував трохи пізніше, лідирував на другій і третій проміжних позначках, але на останній ділянці траси здав позиції: його накрив сильний дощ, до того ж йому довелося обганяти технічку Bbox Bouygues Telecom, яка зупинилася через падіння Матьє Спріка. Дощ тривав недовго, але більшість генеральників його не уникла, і це відбилося на їхніх результатах. Багато з них їхали стримано, намагаючись зайвий раз не ризикувати і зберегти позиції в загальному заліку, проте Даніло ді Лука все ж зробив відчайдушну атаку. Італієць йшов по трасі з дуже високим каденсом, показав найкращий час на першій проміжній позначці, втім, сили поступово покидали його, кожен наступний відрізок він долав все гірше, в результаті програвши переможцеві етапу 45 секунд. Денис Меньшов стартував останнім і під час свого заїзду зіткнувся з дощем, який почався знову. Він їхав з переможним часом, але на останньому кілометрі дистанції драматично впав — так сильно, що велосипед полетів по мокрій бруківці на кілька метрів уперед. Командна машина швидко під'їхала і технічна бригада дала йому інший велосипед, тож росіянин благополучно продовжив заїзд. З відставанням у 24 секунди Меньшов посів десяте місце на етапі і здобув перемогу в генеральній класифікації «Джиро д'Італія 2009».

## Допінгові скандали
22 липня, через два місяці після завершення гонки, стало відомо, що переможець очкової класифікації і другий у генеральній класифікації Даніло ді Лука двічі здав позитивний допінг-тест, двічі в його крові виявлено безперервний активатор рецепторів еритропоетину (CERA, різновид еритропоетину третього покоління): 20 і 28 травня, перед гонкою з роздільним стартом в Чінкве-Терре і перед сходженням на Везувій. Міжнародний союз велосипедистів (UCI) відразу ж усунув його від всіх змагань. 8 серпня з'явилося повідомлення про те, що розкриття проби «Б» теж дало позитивний результат, 13 серпня гонщик був звільнений з команди LPR Brakes-Farnese Vini. Ді Лука спочатку наполягав на своїй невинності і говорив про змову лабораторій, які проводили дослідження, протягом деякого часу йшли суперечки з Національним олімпійським комітетом Італії (CONI). Комітет, вказавши на провалений допінг-тест на «Джиро д'Італія 2007» за два роки до цього, просив врахувати рецидив і вимагав у антидопінгового трибуналу три роки дискваліфікації для ді Луки (замість звичайних двох, належних за подібне порушення). У підсумку йому призначили штраф у розмірі 280 тис. євро і відсторонили від змагань на два роки, починаючи з липня 2009 року, з анулюванням всіх результатів на «Джиро». При цьому спортсмен заявив про намір оскаржити це рішення в Спортивному арбітражному суді. У жовтні 2010 року Олімпійський комітет Італії достроково зняв з ді Луки дискваліфікацію, взявши до уваги його співпрацю зі слідством під час розслідування кількох інших допінгових скандалів, хоча результати виступу на «Джиро» як і раніше залишилися анульованими. 2011 року він повернувся у великий спорт, приєднавшись до російської «Катюші», і виступив на «Джиро д'італія 2011», де допомагав капітанові команди Хоакімові Родрігесу.
Ще один допінговий скандал трапився з переможцем одного з етапів Франко Пелліцотті — за п'ять днів до старту «Джиро д'італія 2010» представники UCI вказали на невідповідність нормам показників крові в його біологічному паспорті. Гонщика виключили зі стартового листа «Джиро» і наклали заборону на участь у подальших змаганнях. Міжнародний союз велосипедистів звернувся в Олімпійський комітет Італії з вимогою покарати Пелліцотті за дисциплінарне порушення, але відповіді не було аж до закінчення сезону. 21 жовтня анти-допінговий трибунал виправдав спортсмена і дозволив йому виступати в гонках, в той час як його команда Liquigas планувала укласти з ним новий контракт. У січні 2011 року UCI направив апеляцію в Спортивний арбітражний суд, в березні відбулися слухання — Пелліцотті просив розглянути справу якомога швидше, оскільки в складі Movistar Team збирався взяти участь у «Тіррено — Адріатіко», в тому разі, якщо його виправдають. Втім, через п'ять днів суд виніс йому обвинувальний вирок, задовольнивши позов UCI і призначивши йому дворічну дискваліфікацію з анулюванням всіх результатів на «Джиро д'Італія» і «Тур де Франс» 2009 року. Пелліцотті у зв'язку з цим оголосив про завершення кар'єри професійного спортсмена, хоча після закінчення терміну дискваліфікації він все-таки повернувся і провів ще кілька сезонів на найвищому рівні.

## Лідери класифікацій

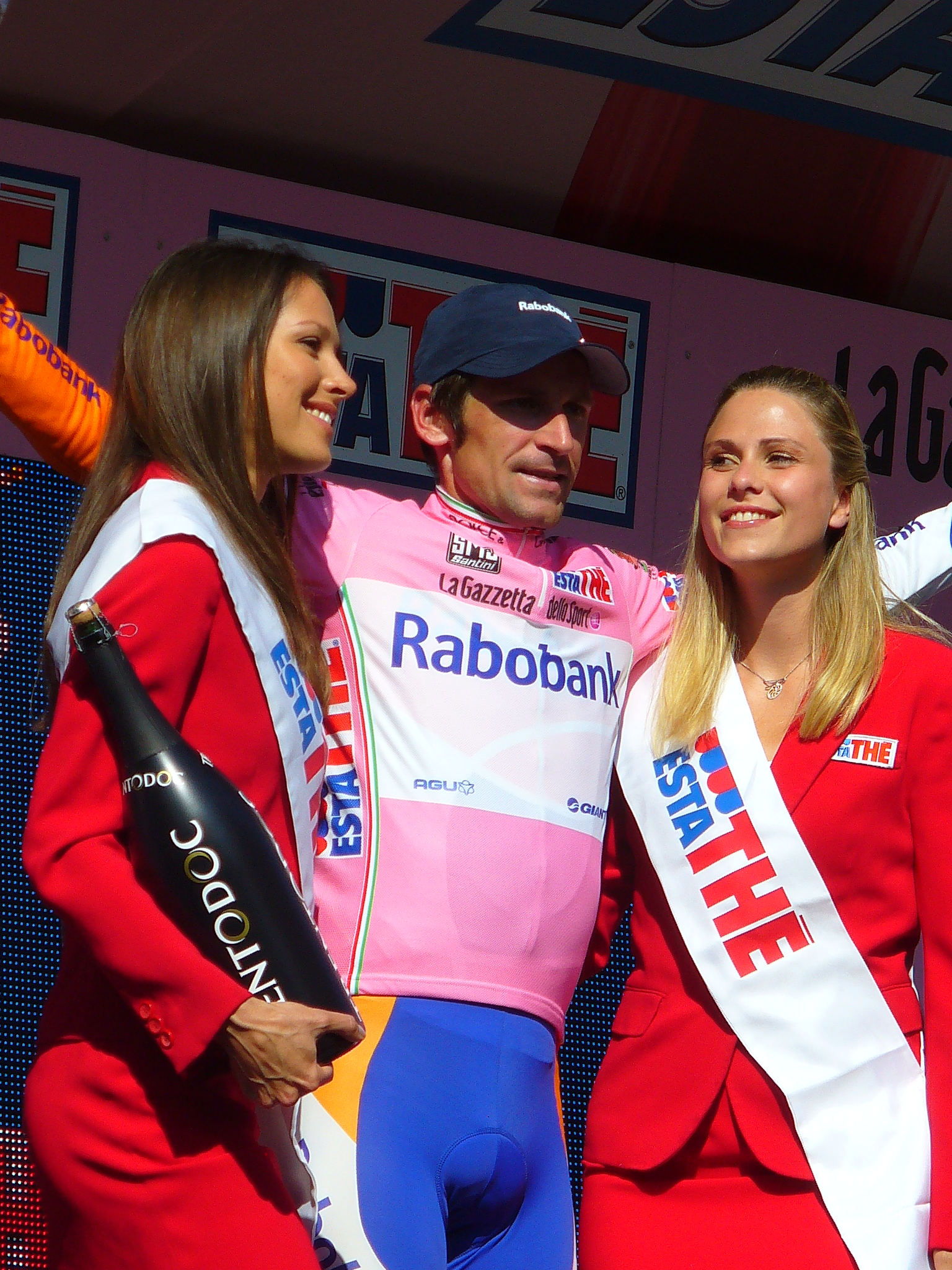
Володар рожевої майки Денис Меньшов, чемпіон «Джиро д'Італія 2009»

На «Джиро д'Італія 2009» вручалися чотири лідерські майки, відповідні чотирьом індивідуальним класифікаціями. Лідер генеральної класифікації обчислювався підсумовуванням часу кожного гонщика на етапах з урахуванням бонусних боніфікаційних секунд, які отримували перші троє фінішерів на групових етапах. Генеральна класифікація є найпрестижнішою класифікацією «Джиро» і фактично її лідера вважають власне переможцем гонки. Лідер очкової (спринтерської) класифікації нагороджувався фіолетовою майкою і визначався в залежності від набраних очок: переможець кожного етапу здобував 25 очок, володар другого місця 20, третього 16, четвертого 14, п'ятого 12, шостого 10 і далі з пониженням на одне очко аж до п'ятнадцятого місця. Додатково очки нараховувалися на декількох проміжних фінішах. Гірська класифікація відзначалася зеленою майкою, складаючись із очок, які отримували гонщики, що вибирались на гірські вершини раніше за інших. Кожен довгий крутий підйом маршруту одержував певну категорію, першу, другу або третю, і кількість нарахованих очок залежала від цієї категорії. Найвища точка «Джиро» (під назвою «чима-коппі»), якою 2009 року була гора Сестріере на десятому етапі, давала більше очок у порівнянні з іншими підйомами першої категорії. Четверта і остання індивідуальна класифікація визначала найкращого молодого гонщика, який, відповідно, отримував майку білого кольору. Вона розраховувалася точно так само як генеральна класифікація, але включала тільки гонщиків, які народилися до 1 січня 1984 року.
Крім індивідуальних класифікацій організатори також розігрували дві командні класифікації. Нагороду «Трофео Фаст Тім» вручали команді з найкращим загальним часом, який показали троє найкращих гонщиків на кожному з етапів. Другий приз, «Трофео Супер Тім», призначався команді, чиї гонщики набрали найбільшу кількість очок на етапах: перша двадцятка гонщиків на кожному етапі отримувала очки, від 20 до 1 в залежності від місця. Переможцями цих командних класифікацій стали Astana і Team Columbia-High Road відповідно.
Таблиця нижче показує розподіл лідерів у чотирьох індивідуальних класифікаціях у ході гонки.
| Етап     | Переможець              | Генеральна класифікація · | Очкова класифікація ·        | Гірська класифікація · | Молодіжна класифікація · |
| -------- | ----------------------- | ------------------------- | ---------------------------- | ---------------------- | ------------------------ |
| 1        | Team Columbia-High Road | Марк Кавендіш             | нагородження не було         | нагородження не було   | Марк Кавендіш            |
| 2        | Алессандро Петаккі      | Марк Кавендіш             | Алессандро Петаккі           | Давід Гарсія Дапена    | Марк Кавендіш            |
| 3        | Алессандро Петаккі      | Алессандро Петаккі        | Алессандро Петаккі           | Мауро Фаччі            | Тайлер Фаррар            |
| 4        | Стефано Гарцеллі        | Томас Лефквіст            | Алессандро Петаккі           | Даніло ді Лука         | Томас Лефквіст           |
| 5        | Денис Меньшов           | Даніло ді Лука            | Алессандро Петаккі           | Даніло ді Лука         | Томас Лефквіст           |
| 6        | Мікеле Скарпоні         | Даніло ді Лука            | Данило ді Лука               | Даніло ді Лука         | Томас Лефквіст           |
| 7        | Едвальд Боассон Хаген   | Даніло ді Лука            | Данило ді Лука               | Даніло ді Лука         | Томас Лефквіст           |
| 8        | Костянтин Сівцов        | Даніло ді Лука            | Данило ді Лука               | Даніло ді Лука         | Томас Лефквіст           |
| 9        | Марк Кавендіш           | Даніло ді Лука            | Данило ді Лука               | Даніло ді Лука         | Томас Лефквіст           |
| 10       | Даніло ді Лука          | Даніло ді Лука            | Данило ді Лука               | Стефано Гарцеллі       | Томас Лефквіст           |
| 11       | Марк Кавендіш           | Даніло ді Лука            | Данило ді Лука               | Стефано Гарцеллі       | Томас Лефквіст           |
| 12       | Денис Меньшов           | Денис Меньшов             | Данило ді Лука               | Стефано Гарцеллі       | Томас Лефквіст           |
| 13       | Марк Кавендіш           | Денис Меньшов             | Данило ді Лука               | Стефано Гарцеллі       | Томас Лефквіст           |
| 14       | Саймон Джерранс         | Денис Меньшов             | Данило ді Лука               | Стефано Гарцеллі       | Томас Лефквіст           |
| 15       | Леонардо Бертаньоллі    | Денис Меньшов             | Данило ді Лука               | Стефано Гарцеллі       | Томас Лефквіст           |
| 16       | Карлос Састре           | Денис Меньшов             | Данило ді Лука               | Стефано Гарцеллі       | Кевін Селдраєрс          |
| 17       | Франко Пелліцотті       | Денис Меньшов             | Данило ді Лука               | Стефано Гарцеллі       | Кевін Селдраєрс          |
| 18       | Мікеле Скарпоні         | Денис Меньшов             | Данило ді Лука               | Стефано Гарцеллі       | Кевін Селдраєрс          |
| 19       | Карлос Састре           | Денис Меньшов             | Данило ді Лука               | Стефано Гарцеллі       | Кевін Селдраєрс          |
| 20       | Філіпп Жильбер          | Денис Меньшов             | Данило ді Лука               | Стефано Гарцеллі       | Кевін Селдраєрс          |
| 21       | Гнат Коновалов          | Денис Меньшов             | Данило ді Лука               | Стефано Гарцеллі       | Кевін Селдраєрс          |
| Підсумок | Підсумок                | Денис Меньшов             | Даніло ді Лука Денис Меньшов | Стефано Гарцеллі       | Кевін Селдраєрс          |

### Інші класифікації
Крім основних чотирьох класифікацій в індивідуальному заліку на «Джиро 2009» розігрувалися також деякі менш значущі класифікації без якихось особливих майок. Усі групові етапи мали на дистанції по одній проміжній позначці, «трагуардо воланте» (італ. Traguardo Volante або T. V.), на якій гонщики здобували бонусні секунди в генеральну класифікацію, додаткові очки в очкову класифікацію і очки спеціальної T. V.-класифікації (у попередні роки вона мала назву Intergiro). Переможцем цього заліку став італієць Джованні Вісконті з команди ISD.
Йшов підрахунок очок найагресивніших гонщиків, так званої «класифікації бойового духу», де враховувалися позиції під час перетину всіх проміжних позначок, гірських вершин і фінішних ліній. Цю нагороду дістав гірський король Стефано Гарцеллі. Класифікація «Адзуррі д'Італія» ґрунтується на порядку фінішування, проте очки здобувають лише перші троє гонщиків кожного етапу — її регламент близький до традиційної очкової класифікації, і перемогу тут здобув Даніло ді Лука. Приз «Трофео Фуга Червело» здобував гонщик, що довше за інших перебував у відривах — за кожен пройдений кілометр у провідній групі відриву, що складається менше ніж з десяти осіб, гонщик отримував по одному очку, і в підсумку більше всіх очок набрав Мауро Фаччі з Quick Step. Командам присуджувалися штрафні очки за незначні технічні порушення, найменшу кількість штрафів отримали Silence-Lotto і Quick Step, поділивши перше місце в класифікації «Фейр-Плей».

## Підсумкове положення
| Легенда         | Легенда                               | Легенда        | Легенда                          |
| --------------- | ------------------------------------- | -------------- | -------------------------------- |
| A pink jersey   | Переможець генеральної класифікації   | A green jersey | Переможець гірської класифікації |
| A violet jersey | Переможець спринтерської класифікації | A white jersey | Найкращий молодий гонщик         |

### Світовий рейтинг
«Джиро д'Італія 2009» була однією з 24 гонок сезону, на яких учасники отримували бали світового рейтингу ПроТура. Очки присуджувалися першим двадцяти гонщикам генеральної класифікації та першим п'яти фінішерам на кожному етапі.